# Ildikó
Ildikó ist ein ungarischer weiblicher Vorname (vermutlich) germanischer Herkunft.

## Herkunft des Namens
Der Name „Ildikó“ (andere Formen „Ildico“ oder „Hildiko“) ist vermutlich eine Diminutivform (Verkleinerungsform) des häufigen Namensbestandteils „hild“ in germanischen Frauennamen; die neuhochdeutsche Entsprechung wäre „Hildchen“ (vgl. auch Helche).

## Namensträgerinnen
- Ildico (5. Jahrhundert), Tochter eines germanischen Fürsten und Gattin Attilas
- Ildikó Bánsági (* 1947), ungarische Schauspielerin
- Ildikó Barna (* 1961), ungarische Handballspielerin und -trainerin
- Ildiko Barbu (* 1975), rumänische Handballnationalspielerin und -trainerin
- Ildikó Bóbis (* 1945), ungarische Florettfechterin
- Ildikó Enyedi (* 1955), ungarische Filmregisseurin
- Ildikó Gáll-Pelcz (* 1962), ungarische Politikerin
- Ildiko Imamura (* 1963), ungarische Tischtennisspielerin
- Ildikó Jarcsek-Zamfirescu (1944–2019), rumänische Schauspielerin, Intendantin und Hochschullehrerin
- Ildikó Komlósi (* 1959), ungarische Sängerin (Mezzosopran)
- Ildikó Kővári, (1930–2022), ungarische Skirennläuferin
- Ildikó von Kürthy (* 1968), deutsche Schriftstellerin
- Ildikó Mádl (* 1969), ungarische Schachspielerin
- Ildikó Mincza-Nébald (* 1969), ungarische Fechterin
- Ildikó Pádár (* 1970), ungarische Handballspielerin
- Ildikó Papp (* 1982), ungarische Biathletin und Skilangläuferin
- Ildikó Raimondi (* 1962), ungarisch-österreichische Sängerin (Sopran)
- Ildikó Schwarczenberger (1951–2015), ungarische Fechterin
- Ildikó Ujlakiné-Rejtő (* 1937), ungarische Fechterin
- Ildikó Vígh (* 1962), ungarische Badmintonspielerin